# Knut Anders Sørum
Knut Anders Sørum (Østre Toten, 12 aprile 1976) è un cantante norvegese.
Ha rappresentato la Norvegia all'Eurovision Song Contest 2004 con il brano High.

## Carriera
Knut Anders Sørum è salito alla ribalta il 6 marzo 2004 quando ha partecipato a Melodi Grand Prix, la selezione del rappresentante norvegese per l'Eurovision, cantando il suo inedito High e finendo per venire incoronato vincitore dal televoto. Nella finale dell'Eurovision Song Contest 2004, che si è tenuta il successivo 15 maggio a Istanbul, si è piazzato all'ultimo posto su 24 partecipanti con 3 punti totalizzati, tutti provenienti dalla Svezia, dove è risultato l'ottavo più televotato della serata. High ha raggiunto la 20ª posizione della classifica norvegese dei singoli.
Dopo un periodo di pausa dalla sua carriera musicale, il cantante è tornato nel 2010 con il suo album di debutto Prøysen, che ha raggiunto il 12º posto in classifica in Norvegia. È stato seguito tre anni dopo dal suo secondo album Ting flyt, che ha raggiunto la 5ª posizione, il suo maggiore successo commerciale.

## Discografia

### Album in studio
- 2010 – Prøysen
- 2013 – Ting flyt
- 2016 – Audiens 1:1
- 2019 – Dom vonde orda

### Album dal vivo
- 2017 – Live

### Raccolte
- 2004 – Ting flyt (Remix)

### Singoli
- 2004 – High
- 2015 – Like ens for øss ælle
- 2016 – Prins
- 2018 – Litt nærmere deg
- 2018 – Håp (Når hjertet hamrer)
- 2018 – Uten deg
- 2019 – Du er så fin